# Legge di capitalizzazione
La capitalizzazione è l'operazione con cui si calcola il valore a un determinato tempo futuro di un capitale disponibile al tempo presente. Il processo opposto, ovvero di valutazione di una somma futura al tempo presente, è detto attualizzazione.
Dal punto di vista matematico, una legge finanziaria di capitalizzazione è una qualsivoglia funzione del tempo che consenta di determinare, dato un capitale iniziale C, il corrispondente valore del montante M(t) ad un generico istante futuro t:
{\displaystyle M(t)\ =F(C,t)}
per cui valgano le seguenti proprietà:
1. {\displaystyle F(C,t)\ } deve essere definita per {\displaystyle C\geq 0} e per {\displaystyle 0\leq t\leq T};
2. {\displaystyle F(0,t)\ =0,\ \forall \ t};
3. {\displaystyle F(C,0)=C\ };
4. F è funzione monotona non decrescente:
  1. {\displaystyle C_{2}>C_{1}\ \Rightarrow F(C_{2},t)\geq F(C_{1},t)};
  2. {\displaystyle t_{2}>t_{1}\ \Rightarrow \ F(C,t_{2})\geq F(C,t_{1})};
5. {\displaystyle F(C,t)=CF(1,t),\ \forall \ t}

Si noti che la proprietà 2 poteva essere omessa, poiché deducibile dalla 5. Va tuttavia detto che quest'ultima non sempre è soddisfatta nella pratica, da qui la necessità di specificare la 2 in modo indipendente.
La proprietà 5 è comunque assunta come vera nell'assiomatizzazione matematica, perché semplifica, e rende in un certo senso armonico, lo studio di una determinata legge finanziaria. Isolando il capitale C dal resto della funzione, infatti, possiamo studiare un'unica legge F(1,t), nella quale si assume un capitale unitario, applicando poi ad essa il fattore C, come coefficiente di proporzionalità, ottenendo in tal modo l'andamento della legge per quel determinato capitale.
È consuetudine in tal senso porre
{\displaystyle f(t)=F(1,t)\ }
e formalizzare la legge di capitalizzazione nella forma
{\displaystyle M(t)=C\ f(t)\ }
Alla funzione {\displaystyle f(t)\ } viene dato il nome di fattore di montante.
In base ai postulati enunciati, si evincono per il fattore di montante le seguenti proprietà:
1. {\displaystyle f(t)\ } è definita per {\displaystyle 0\leq t\leq T};
2. {\displaystyle f(0)=1\ };
3. {\displaystyle f(t)\ } è monotona non decrescente, quindi, se derivabile, si avrà: {\displaystyle f^{'}(t)\geq 0}

## Regimi finanziari
Una legge di capitalizzazione si associa usualmente ad un regime finanziario, intendendo appunto con questo termine una legge finanziaria che applica un determinato fattore di montante.

### Classi di funzioni utilizzate
Si riconoscono, nella maggior parte dei casi che vengono trattati nella pratica, tre famiglie di funzioni fattore di montante:
- le funzioni affini;
- le funzioni esponenziali;
- le funzioni iperboliche;

#### Funzioni affini
Sulle funzioni affini si basa il regime finanziario a interesse semplice, ed hanno la forma:
{\displaystyle f(t)=1+ht\ (h\geq 0)}.
Il grafico di questa funzione è una retta giacente nel primo quadrante, di coefficiente angolare h e ordinata 1 per t = 0.
{\displaystyle f\ } è quindi funzione affine di t.

#### Funzioni esponenziali
Sulle funzioni esponenziali si basa il regime finanziario a interesse composto.
Le funzioni di questo tipo hanno la forma:
{\displaystyle f(t)=e^{ht}\ (h\geq 0)} .
Il grafico risiede interamente nel primo quadrante, di ordinata 1 per t = 0.

#### Funzioni iperboliche
Sulle funzioni iperboliche si basa il regime finanziario di interesse anticipato, ed hanno la forma:
{\displaystyle f(t)={\frac {1}{1-ht}}\ (h\geq 0)}.
Il grafico di questa classe di funzioni è un ramo di iperbole giacente nel primo quadrante, di ordinata 1 per t = 0.
A differenza delle precedenti funzioni, essa ha come limitazione, pena la perdita di significato sia matematico che finanziario, il rispetto della condizione:
{\displaystyle 1-ht\ >0} , da cui {\displaystyle 0\leq t<{\frac {1}{h}}} .
Per comprendere il significato di h, che è legato al tasso di interesse unitario, richiamiamo qui brevemente il significato di tasso di interesse e tasso di sconto.
Partendo dalla definizione di legge di capitalizzazione data sopra, si definisce interesse
I, maturato al tempo t (quindi funzione di t), la differenza tra il montante accumulato a quel tempo e il capitale iniziale:
{\displaystyle I(t)=M(t)-C\ }.
Essendo tuttavia: {\displaystyle M(t)=C\ f(t)\ }, si può scrivere:
{\displaystyle I(t)=C\ f(t)-C\ =C\left(f(t)-1\right)}
Per tasso di interesse di periodo si definisce allora il rapporto tra l'interesse maturato a un dato tempo t e il capitale iniziale C:
{\displaystyle i(t)\ ={\frac {I(t)}{C}}={\frac {M(t)}{C}}-1=f(t)-1}
Infine, se si sostituisce a t in i(t)  un periodo unitario, si ottiene il tasso di interesse unitario:
{\displaystyle i=i(1)=f(1)-1\ }
Con analogo ragionamento, partendo dalla formalizzazione data per la legge di attualizzazione, si definisce sconto D, valutato in funzione di un tempo t, la differenza tra quello che sarà il capitale disponibile a quel tempo e il suo valore attuale:
{\displaystyle D(t)=C_{f}-Va(t)\ }
Essendo tuttavia {\displaystyle Va(t)=C_{f}g(t)\ }, si può scrivere:
{\displaystyle D(t)=C_{f}-C_{f}g(t)=C_{f}\left(1-g(t)\right)}
oppure, in virtù delle leggi coniugate:
{\displaystyle D(t)=C_{f}-C_{f}g(t)=C_{f}\left(1-{\frac {1}{f(t)}}\right)}
Il tasso di sconto di periodo è definito allora come il rapporto tra lo sconto calcolato oggi rispetto al tempo futuro t di disponibilità del capitale futuro {\displaystyle C_{f}\ } (quindi funzione di t):
{\displaystyle d(t)\ ={\frac {D(t)}{C_{f}}}={\frac {C_{f}[1-g(t)]}{C_{f}}}=1-g(t)=1-{\frac {1}{f(t)}}}
Infine, se si sostituisce a t in {\displaystyle d(t)\ } un periodo unitario, si ottiene il tasso di sconto unitario:
{\displaystyle d=d(1)=1-{\frac {1}{f(1)}}\ }
Vediamo ora, sinteticamente, i tre regimi finanziari sopra menzionati.

### Interesse semplice
Il regime finanziario ad interesse semplice è quello in cui l'interesse I cresce linearmente col tempo t, secondo un fattore di proporzionalità costituito dal prodotto del capitale iniziale C e del tasso di interesse unitario i. In simboli:
{\displaystyle I(t)=Cit\ }
Ricordando che per il montante M vale la relazione {\displaystyle M=C+I(t)\ }, possiamo pertanto scrivere:
{\displaystyle M(t)=C(1+it)\ }
Per questo regime finanziario, quindi, il fattore di montante è rappresentato dall'espressione:
{\displaystyle f(t)=1+it\ }

### Interesse composto
Nel regime finanziario a interesse composto si considera che, alla fine di ogni periodo, l'interesse maturato nel periodo debba essere sommato al capitale, per costituire così un nuovo capitale su cui calcolare gli interessi nel periodo successivo.
Considerando che il montante è proprio la somma di capitale e interessi maturati, possiamo dire che nel regime a interesse composto il montante al tempo t viene assunto come nuovo capitale per il periodo successivo.
Procedendo nel modo indicato per più periodi, è possibile ricavare la formula che descrive questo regime.
Assumiamo ogni periodo di durata unitaria. Alla fine del primo periodo avremo:
{\displaystyle M(1)=C(1+i)\ }
alla fine del secondo periodo avremo:
{\displaystyle M(2)=M(1)(1+i)=C(1+i)^{2}\ }
e così via. In generale, alla fine dell'n-esimo periodo avremo:
{\displaystyle M(n)=C(1+i)^{n}\ }.
Detto altrimenti in regime di capitalizzazione composta si può affermare che il Montante di un capitale (C) disponibile al tempo t può essere definito come la somma dei singoli montanti nel periodo unitario.
Nel caso si vogliano calcolare, per questo regime, montante e interesse su periodi non interi, esistono due basi di valutazione:
- la convenzione lineare;
- la convenzione esponenziale;

per la cui discussione si rimanda alle voci specifiche in elenco.

### Interesse anticipato
Il regime finanziario a interesse anticipato prevede che gli interessi derivanti dall'investimento di un capitale C, di cui si potrà tornare in possesso in una data futura prefissata, vengano corrisposti in anticipo, ossia alla data stessa di attivazione dell'operazione.
Inoltre, l'interesse che viene corrisposto deve essere calcolato con una legge di proporzionalità diretta con la durata dell'operazione e con il capitale investito, secondo un coefficiente di proporzionalità pari al tasso unitario di sconto d.
Matematicamente questo si traduce nella relazione:
{\displaystyle D=Mdt\ }
Il calcolo dell'interesse da corrispondere in anticipo, supponendo noto il montante finale M (il valore nominale del titolo), il tasso di sconto d e la durata dell'operazione, è immediato:
{\displaystyle D=Mdt\ }
La legge matematica che descrive il fattore di montante di questa operazione è di tipo iperbolico.
Infatti, essendo il capitale iniziale effettivo:
{\displaystyle C=M-D\ }
abbiamo:
{\displaystyle C=M-D=M-Mdt=M(1-dt)\ }
da cui:
{\displaystyle M=C{\frac {1}{1-dt}}}.
Altre relazioni, utili per risolvere problemi in cui siano noti parametri diversi da t ed M, sono:
- {\displaystyle d={\frac {D(1)}{M(1)}}={\frac {M(1)-C}{M(1)}}};
- {\displaystyle dM(1)=M(1)-C\ };
- {\displaystyle 1-d={\frac {C}{M(1)}}}.

Volendo calcolare il tasso interesse applicato nell'operazione applichiamo la seguente formula:
{\displaystyle i={\frac {D(1)}{C}}={\frac {dM(1)}{C}}={\frac {d}{1-d}}}